# Rhorus nigrifrons
Rhorus nigrifrons är en stekelart som först beskrevs av Holmgren 1883.  Rhorus nigrifrons ingår i släktet Rhorus och familjen brokparasitsteklar. Inga underarter finns listade i Catalogue of Life.